# Markus Czenia
Markus Czenia (* 19. Juni 1972) ist ein deutscher Schlagzeuger. Er ist zudem Dozent in den Rechtsgebieten Sport- und Waffenrecht.

## Leben
Czenia begann 1982 mit dem Schlagzeugspielen. Nach einem ersten Plattenvertrag im Jahr 1991 mit der Thrash-Metal-Band Rattfink folgten einige Jahre mit Bands verschiedener musikalischer Genres.
2007 veröffentlichte er die Komposition Journey to Vinland, die er selbst als Hörbuch herausbrachte. Journey to Vinland ist eine Kombination aus einer erzählten Geschichte, die in elf Passagen eingesprochen wurde, und Schlagzeugspiel. Zunächst in Deutsch aufgenommen folgte 2008 eine Version in Englisch. Die erzählte Geschichte wird allein mit einem akustischen Schlagzeug nacherzählt. Mit Journey to Vinland belegte Czenia 2007 in Wiesbaden beim „Deutschen Rock und Pop Preis“ in der Sonderauszeichnungskategorie „bester Schlagzeuger“ den zweiten Platz. Im Jahr 2008 präsentierte Czenia Journey to Vinland auf dem Montreal Drumfest in Kanada.
In seiner im Jahr 2002 gegründeten Schlagzeugschule werden Kinder und Jugendliche aus allen Alters- und Sozialschichten unterrichtet. Im Jahr 2017 spielt er eine Benefiz-Tour zu Gunsten von lokalen Kinder- und Jugendhilfsprojekten. Unter anderem spielte er im April 2017 ein Konzert zur Unterstützung des Vereins Kinderklinikkonzerte e.V.
Czenia hat die wissenschaftliche Weiterbildung Sportrecht an der Fernuniversität Hagen absolviert und ist Zertifizierter Berater im Sportrecht (FernUniversität in Hagen – Institut für wissenschaftliche Weiterbildung). Er ist zudem Zertifizierter Berater für Gemeinnützigkeitsrecht (Institut für angewandtes Wirtschaftsrecht – WIRE).
Czenia ist unter anderem Dozent an der Europäischen Sportakademie Land Brandenburg (ESAB). Außerdem ist er für verschiedene Landessportbünde als Dozent im Rahmen der DOSB Lizenzausbildungen zum Vereinsmanager tätig.

## Rezeption
Die Zeitschriften DRUM! (USA), Slagverkkrant (Niederlande und Belgien), Sticks (BRD), Drumheads!! (BRD) und drums&percussion (BRD) berichteten über Czenias Arbeit als Solist. Die Entertainment-Fotografin Jules Follett nahm ihn in das 2009 in den USA erschienene Buch Sticks’n’ Skins auf. Der Bildband zeigt auf 560 Seiten 480 bedeutende internationale Schlagzeuger.
Das Fachmagazin Sticks zählt Czenia zu den außergewöhnlichsten Schlagzeugern Deutschlands und bezeichnete seine Auftritte als „Hörspiele von großer musikalischer Erzählkunst“. Im Fachmagazin Drumheads!! bezeichnete der Autor Jannis Borgmann Czenias „unglaubliche Koordination“ als seine große Stärke.

## Musikalben (Auswahl)
- 2006: hors dòeuvre (DVD)
- 2007: Journey to Vinland
- 2010: plat principal: octopus

## Auszeichnungen
- 2007: Deutscher Rock- und Pop-Preis: Sonderauszeichnungskategorie „bester Schlagzeuger“, zweiter Platz[15]

## Bücher
- Markus Czenia: Schießstättenaufsicht – Praxiswissen für die verantwortliche Aufsichtsperson. Walhalla Fachverlag. 2023, ISBN 978-3-8029-1829-2
- Joachim Müller: Handbuch für den VereinsVorsitzenden (Mehrautorenwerk). VNR Verlag für die Deutsche Wirtschaft, ISBN 978-3-8125-0425-6[16]

## Veröffentlichung Printmedien (Auswahl)
- Deutsches Waffenjournal DWJ: B-Sonderheiten bei Tresoren. Ausgabe 04/23, ISSN 0341-8936
- Deutsches Waffenjournal DWJ: Rauchwolke. Ausgabe 05/23, ISSN 0341-8936